# 恋女房
恋女房（こいにょうぼう）は、美空ひばりのシングル。1981年1月1日に日本コロムビアから発売された。

## 概要
- 1980年4月25日発売のアルバム「おまえに惚れた」に収録されていた2曲をシングルカットしたものであり、芸能生活35周年を迎えた1981年の元日に発売され、6月25日に日本武道館で開かれたリサイタルでも披露された[2]。
- A面『恋女房』は、1980年「おまえに惚れた」、1981年「人恋酒」と並ぶたかたかし・徳久広司コンビの作品である。
- 担当ディレクターは同曲まで、コロムビア邦楽企画室の森啓であった。1967年『真赤な太陽』から続いていた同時録音での作品であったが[3]、同曲で一旦最後となり、その間はカラオケ技術の進歩もあって、1987年『好きなのさ』まではカラオケでのレコーディングであった[4]。
- 1981年3月6日の35周年祝賀会では母・喜美枝が見守る中で同曲を披露し、その模様はフジテレビ「スター千一夜」で放映されている。
- B面『昭和ひとり旅』は、後にコンサートなどで披露される機会が多くなり、1986年に大阪・梅田コマ劇場と東京・新宿コマ劇場で開かれた芸能生活40周年記念公演『'86歌声はひばりと共に』でも披露されている。

## 収録曲
1. 恋女房
  - 作詞：たかたかし、作曲：徳久広司、編曲：伊藤雪彦
2. 昭和ひとり旅
  - 作詞：麻生香太郎、作曲：杉本真人、編曲：高田弘

## アルバム「おまえに惚れた」収録曲（1980年4月25日発売）
1. おまえに惚れた
2. 恋女房
3. 歩いてゆこうね二人して
4. あなたに逢って
5. 昭和ひとり旅
6. みれん酒
7. みちづれ（牧村三枝子のカバー）
8. ゆきずり（細川たかしのカバー）
9. 夢追い酒（渥美二郎のカバー）
10. ひとり（渡哲也のカバー）
11. すきま風（杉良太郎のカバー）
12. 北国の春（千昌夫のカバー）

## アルバム「裏町酒場」収録曲（1982年7月21日発売）
1. 裏町酒場
2. 人恋酒
3. おまえに惚れた
4. 恋女房
5. おんなの涙
6. 時雨の宿
7. 哀愁の高山（竜鉄也のカバー）
8. 人生かくれんぼ（五木ひろしのカバー）
9. 大阪しぐれ（都はるみのカバー）
10. 夫婦舟（三笠優子のカバー）
11. ふたり酒（川中美幸のカバー）
12. 奥飛騨慕情（竜鉄也のカバー）